# Золотой глобус (премия, 1988)
45-я церемония вручения наград премии «Золотой глобус»

23 января 1988 года
Лучший фильм (драма): 

«Последний император»
Лучший фильм (комедия или мюзикл): 

«Надежда и слава»
Лучший драматический сериал: 

«Закон Лос-Анджелеса»
Лучший сериал (комедия или мюзикл): 

«Золотые девочки»
Лучший мини-сериал или фильм на ТВ: 

«Побег из Собибора», 
«Бедная маленькая богачка: История жизни Барбары Хаттон»
< 44-я Церемонии вручения 46-я >
45-я церемония вручения наград премии «Золотой глобус» за заслуги в области кинематографа и телевидения за 1987 год состоялась 23 января 1988 года в Beverly Hilton Hotel (Лос-Анджелес, Калифорния, США). Номинанты были объявлены 5 января 1988.
Лучшим фильмом в категории «комедия или мюзикл» стала автобиографическая кинолента «Надежда и слава», британского режиссёра Джона Бурмена, также претендовавшего на награды за лучшую режиссуру и лучший сценарий, но призы в этих категориях достались итальянцу Бернардо Бертолуччи за работу над историческим байоликом «Последний император», признанного лучшим драматическим фильмом года.
В телевизионных категориях, лучшим драматическим сериалом второй год подряд было признано правовое шоу «Закон Лос-Анджелеса». Ситком «Золотые девочки» третий сезон подряд забирает награды в категории «комедия или мюзикл». В номинации за «лучший мини-сериал или фильм на ТВ» награды получили сразу две постановки: военная драма «Побег из Собибора» и биографическая лента «Бедная маленькая богачка: История жизни Барбары Хаттон».

## Список лауреатов и номинантов
• Победители выделены отдельным цветом. 
Количество наград/номинаций:
- 4/5: «Последний император»
- 2/5: «Власть луны»
- 0/5: «Телевизионные новости»
- 1/4: «Грязные танцы»
- 0/4: «Клич свободы» / «Роковое влечение»
- 1/3: «Надежда и слава»
- 0/3: «Чокнутые»
- 1/2: «Неприкасаемые»
- 0/2: «Империя солнца» / «Бэби-бум» / «Габи: правдивая история» / «Сбрось маму с поезда»
- 1/1: «Уолл-стрит» / «Анна» / «Доброе утро, Вьетнам» / «Моя собачья жизнь»

### Игровое кино
| Категории                             | Лауреаты и номинанты | Лауреаты и номинанты |
| ------------------------------------- | --- | --- |
| Лучший фильм (драма)                  | • Последний император / The Last Emperor (Джереми Томас)                                                                    | • Последний император / The Last Emperor (Джереми Томас)                                                                    |
| Лучший фильм (драма)                  | • Клич свободы / Cry Freedom (Ричард Аттенборо)                                                                             | |
| Лучший фильм (драма)                  | • Империя солнца / Empire of the Sun (Кэтлин Кеннеди)                                                                       | |
| Лучший фильм (драма)                  | • Роковое влечение / Fatal Attraction (Стэнли Р. Джаффе)                                                                    | |
| Лучший фильм (драма)                  | • Ла Бамба / La Bamba (Билл Борден)                                                                                         | |
| Лучший фильм (драма)                  | • Чокнутые / Nuts (Барбра Стрейзанд)                                                                                        | |
| Лучший фильм (комедия или мюзикл)     | • Надежда и слава / Hope and Glory (Джон Бурмен)                                                                            | • Надежда и слава / Hope and Glory (Джон Бурмен)                                                                            |
| Лучший фильм (комедия или мюзикл)     | • Бэби-бум / Baby Boom (Брюс А. Блок)                                                                                       | |
| Лучший фильм (комедия или мюзикл)     | • Телевизионные новости / Broadcast News (Джеймс Л. Брукс)                                                                  | |
| Лучший фильм (комедия или мюзикл)     | • Грязные танцы / Dirty Dancing (Линда Готтлиб)                                                                             | |
| Лучший фильм (комедия или мюзикл)     | • Власть луны / Moonstruck (Норман Джуисон)                                                                                 | |
| Лучший режиссёр                       | | • Бернардо Бертолуччи за фильм «Последний император»                                                                        |
| Лучший режиссёр                       | • Ричард Аттенборо — «Клич свободы»                                                                                         | |
| Лучший режиссёр                       | • Джон Бурмен — «Надежда и слава»                                                                                           | |
| Лучший режиссёр                       | • Джеймс Л. Брукс — «Телевизионные новости»                                                                                 | |
| Лучший режиссёр                       | • Эдриан Лайн — «Роковое влечение»                                                                                          | |
| Лучший актёр в драматическом фильме   | | • Майкл Дуглас — «Уолл-стрит» (за роль Гордона Гекко)                                                                       |
| Лучший актёр в драматическом фильме   | • Джон Лоун — «Последний император» (за роль императора Китая Пу И)                                                         | |
| Лучший актёр в драматическом фильме   | • Джек Николсон — «Чертополох» (за роль Фрэнсиса Филэна)                                                                    | |
| Лучший актёр в драматическом фильме   | • Ник Нолти — «Сорняки» (за роль Ли Амстеттера)                                                                             | |
| Лучший актёр в драматическом фильме   | • Дензел Вашингтон — «Клич свободы» (за роль Стива Бико)                                                                    | |
| Лучшая актриса в драматическом фильме | | • Салли Кёркленд — «Анна» (англ.) (за роль Анны)                                                                            |
| Лучшая актриса в драматическом фильме | • Гленн Клоуз — «Роковое влечение» (за роль Алекс Форрест)                                                                  | |
| Лучшая актриса в драматическом фильме | • Фэй Данауэй — «Пьянь» (за роль Ванды Уилкокс)                                                                             | |
| Лучшая актриса в драматическом фильме | • Рэйчел Шагалл — «Габи: правдивая история» (англ.) (за роль Габи Бриммер)                                                  | |
| Лучшая актриса в драматическом фильме | • Барбра Стрейзанд — «Чокнутые» (за роль Клаудии Дрейпер)                                                                   | |
| Лучший актёр в комедии или мюзикле    | Робин Уильямс | • Робин Уильямс — «Доброе утро, Вьетнам» (за роль Эдриана Кронауэра)                                                        |
| Лучший актёр в комедии или мюзикле    | Робин Уильямс | • Николас Кейдж — «Власть луны» (за роль Ронни Каммарери)                                                                   |
| Лучший актёр в комедии или мюзикле    | Робин Уильямс | • Дэнни Де Вито — «Сбрось маму с поезда» (за роль Оуэна / Нэда Лифта)                                                       |
| Лучший актёр в комедии или мюзикле    | Робин Уильямс | • Уильям Хёрт — «Телевизионные новости» (за роль Тома Граника)                                                              |
| Лучший актёр в комедии или мюзикле    | Робин Уильямс | • Стив Мартин — «Роксана» (за роль Си Ди Бэйлза)                                                                            |
| Лучший актёр в комедии или мюзикле    | Робин Уильямс | • Патрик Суэйзи — «Грязные танцы» (за роль Джонни Кастла)                                                                   |
| Лучшая актриса в комедии или мюзикле  | [[Файл:\|105px]] | • Шер — «Власть луны» (за роль Лоретты Касторини)                                                                           |
| Лучшая актриса в комедии или мюзикле  | [[Файл:\|105px]] | • Дженнифер Грей — «Грязные танцы» (за роль Фрэнсис «Бейби» Хаусмэн)                                                        |
| Лучшая актриса в комедии или мюзикле  | [[Файл:\|105px]] | • Холли Хантер — «Телевизионные новости» (за роль Джейн Крэйг)                                                              |
| Лучшая актриса в комедии или мюзикле  | [[Файл:\|105px]] | • Дайан Китон — «Бэби-бум» (за роль Джей Си Уайатт)                                                                         |
| Лучшая актриса в комедии или мюзикле  | [[Файл:\|105px]] | • Бетт Мидлер — «Бешеные деньги» (за роль Сэнди Брозински)                                                                  |
| Лучший актёр второго плана            | | • Шон Коннери — «Неприкасаемые» (за роль Джима Мэлоуна)                                                                     |
| Лучший актёр второго плана            | • Ричард Дрейфус — «Чокнутые» (за роль Аарона Левински)                                                                     | |
| Лучший актёр второго плана            | • Р. Ли Эрми — «Цельнометаллическая оболочка» (за роль комендор-сержанта Хартмана)                                          | |
| Лучший актёр второго плана            | • Морган Фримен — «Уличный парень» (англ.) (за роль Фаст Блэка)                                                             | |
| Лучший актёр второго плана            | • Роб Лоу — «Кадриль» (англ.) (за роль Рори Торренса)                                                                       | |
| Лучшая актриса второго плана          | | • Олимпия Дукакис — «Власть луны» (за роль Розы Касторини)                                                                  |
| Лучшая актриса второго плана          | • Норма Алеандро — «Габи: правдивая история» (за роль Флоренции)                                                            | |
| Лучшая актриса второго плана          | • Энн Арчер — «Роковое влечение» (за роль Бет Галлахер)                                                                     | |
| Лучшая актриса второго плана          | • Энн Рэмси — «Сбрось маму с поезда» (за роль миссис Лифт)                                                                  | |
| Лучшая актриса второго плана          | • Ванесса Редгрейв — «Навострите ваши уши» (за роль Пегги Рамсей)                                                           | |
| Лучший сценарий                       | | • Бернардо Бертолуччи — «Последний император»                                                                               |
| Лучший сценарий                       | • Джон Бурмен — «Надежда и слава»                                                                                           | |
| Лучший сценарий                       | • Джеймс Л. Брукс — «Телевизионные новости»                                                                                 | |
| Лучший сценарий                       | • Дэвид Мэмет — «Дом игр»                                                                                                   | |
| Лучший сценарий                       | • Джон Патрик Шэнли — «Власть луны»                                                                                         | |
| Лучшая музыка к фильму                | | • Дэвид Бирн — «Последний император»                                                                                        |
| Лучшая музыка к фильму                | • Джордж Фентон — «Клич свободы»                                                                                            | |
| Лучшая музыка к фильму                | • Генри Манчини — «Стеклянный зверинец»                                                                                     | |
| Лучшая музыка к фильму                | • Эннио Морриконе — «Неприкасаемые»                                                                                         | |
| Лучшая музыка к фильму                | • Джон Уильямс — «Империя солнца»                                                                                           | |
| Лучшая песня                          | • (I've Had) The Time of My Life — «Грязные танцы» — музыка и слова: Фрэнки Превит, музыка: Джон Деникола, Дональд Марковиц | • (I've Had) The Time of My Life — «Грязные танцы» — музыка и слова: Фрэнки Превит, музыка: Джон Деникола, Дональд Марковиц |
| Лучшая песня                          | • Nothing’s Gonna Stop Us Now — «Манекен» — музыка и слова: Альберт Хэммонд и Дайан Уоррен                                  | |
| Лучшая песня                          | • Shakedown — «Полицейский из Беверли-Хиллз 2» — музыка и слова: Гарольд Фальтермейер, Кит Форси, слова: Боб Сигер          | |
| Лучшая песня                          | • The Secret Of My Success — «Секрет моего успеха» — музыка и слова: Джек Блейдс, Дэвид Фостер, Том Кин, Майкл Ландау       | |
| Лучшая песня                          | • Who’s That Girl — «Кто эта девчонка?» — музыка и слова: Патрик Леонард и Мадонна                                          | |
| Лучший фильм на иностранном языке     | • Моя собачья жизнь / Mitt liv som hund (Швеция)                                                                            | • Моя собачья жизнь / Mitt liv som hund (Швеция)                                                                            |
| Лучший фильм на иностранном языке     | • Очи чёрные / Oci ciornie (Италия)                                                                                         | |
| Лучший фильм на иностранном языке     | • До свидания, дети / Au revoir les enfants (Франция)                                                                       | |
| Лучший фильм на иностранном языке     | • Жан де Флоретт / Jean de Florette (Франция)                                                                               | |
| Лучший фильм на иностранном языке     | • Покаяние (СССР) | |

### Телевизионные награды
| Категории                                                               | Лауреаты и номинанты                                                                                       | Лауреаты и номинанты                                                                  |
| ----------------------------------------------------------------------- | --- | ------------------------------------------------------------------------------------- |
| Лучший телевизионный сериал (драма)                                     | • Закон Лос-Анджелеса / L.A. Law                                                                           | • Закон Лос-Анджелеса / L.A. Law                                                      |
| Лучший телевизионный сериал (драма)                                     | • Красавица и чудовище / Beauty and the Beast                                                              |                                                                                       |
| Лучший телевизионный сериал (драма)                                     | • Она написала убийство / Murder, She Wrote                                                                |                                                                                       |
| Лучший телевизионный сериал (драма)                                     | • Сент-Элсвер / St. Elsewhere                                                                              |                                                                                       |
| Лучший телевизионный сериал (драма)                                     | • Тридцать-с-чем-то / thirtysomething                                                                      |                                                                                       |
| Лучший телевизионный сериал (драма)                                     | • Год жизни / A Year in the Life                                                                           |                                                                                       |
| Лучший телевизионный сериал (комедия или мюзикл)                        | • Золотые девочки / The Golden Girls                                                                       | • Золотые девочки / The Golden Girls                                                  |
| Лучший телевизионный сериал (комедия или мюзикл)                        | • Весёлая компания / Cheers                                                                                |                                                                                       |
| Лучший телевизионный сериал (комедия или мюзикл)                        | • Семейные узы / Family Ties                                                                               |                                                                                       |
| Лучший телевизионный сериал (комедия или мюзикл)                        | • Место Фрэнка / Frank’s Place                                                                             |                                                                                       |
| Лучший телевизионный сериал (комедия или мюзикл)                        | • Хуперман / Hooperman                                                                                     |                                                                                       |
| Лучший телевизионный сериал (комедия или мюзикл)                        | • Детективное агентство «Лунный свет» / Moonlighting                                                       |                                                                                       |
| Лучший мини-сериал или телефильм                                        | • Побег из Собибора / Escape from Sobibor                                                                  | • Побег из Собибора / Escape from Sobibor                                             |
| Лучший мини-сериал или телефильм                                        | • Бедная маленькая богачка: История жизни Барбары Хаттон / Poor Little Rich Girl: The Barbara Hutton Story |                                                                                       |
| Лучший мини-сериал или телефильм                                        | • После обещания / After the Promise                                                                       |                                                                                       |
| Лучший мини-сериал или телефильм                                        | • Эхо в темноте / Echoes in the Darkness                                                                   |                                                                                       |
| Лучший мини-сериал или телефильм                                        | • Призрачный свет / Foxfire                                                                                |                                                                                       |
| Лучший актёр в драматическом телесериале                                | | • Ричард Кили — «Год жизни» (за роль Джо Гарднера)                                    |
| Лучший актёр в драматическом телесериале                                | • Гарри Хэмлин — «Закон Лос-Анджелеса» (за роль Майкла Кьюзака)                                            |                                                                                       |
| Лучший актёр в драматическом телесериале                                | • Том Селлек — «Частный детектив Магнум» (за роль детектива Томаса Магнума)                                |                                                                                       |
| Лучший актёр в драматическом телесериале                                | • Майкл Такер — «Закон Лос-Анджелеса» (за роль Стюарта Марковица)                                          |                                                                                       |
| Лучший актёр в драматическом телесериале                                | • Эдвард Вудворд — «Уравнитель» (за роль Роберта Маккола)                                                  |                                                                                       |
| Лучшая актриса в драматическом телесериале                              | | • Сьюзан Дей — «Закон Лос-Анджелеса» (за роль Грейс Ван Оуэн)                         |
| Лучшая актриса в драматическом телесериале                              | • Джилл Айкенберри — «Закон Лос-Анджелеса» (за роль Энн Келси)                                             |                                                                                       |
| Лучшая актриса в драматическом телесериале                              | • Шэрон Глесс — «Кегни и Лейси» (за роль Кристины Кегни)                                                   |                                                                                       |
| Лучшая актриса в драматическом телесериале                              | • Линда Хэмилтон — «Красавица и чудовище» (за роль Кэтрин Чандлер)                                         |                                                                                       |
| Лучшая актриса в драматическом телесериале                              | • Анджела Лэнсбери — «Она написала убийство» (за роль Джессики Флетчер)                                    |                                                                                       |
| Лучший актёр телесериала, в жанре комедии или мюзикла                   | | • Дэбни Коулмен — «История Слэпа Максвелла» (за роль Слэпа Максвелла)                 |
| Лучший актёр телесериала, в жанре комедии или мюзикла                   | • Джон Риттер — «Хуперман» (за роль детектива Гарри Хупермана)                                             |                                                                                       |
| Лучший актёр телесериала, в жанре комедии или мюзикла                   | • Алан Тик — «Проблемы роста» (за роль доктора Джейсона Сивера)                                            |                                                                                       |
| Лучший актёр телесериала, в жанре комедии или мюзикла                   | • Брюс Уиллис — «Детективное агентство „Лунный свет“» (за роль Дэвида Эддисона)                            |                                                                                       |
| Лучший актёр телесериала, в жанре комедии или мюзикла                   | • Майкл Дж. Фокс — «Семейные узы» (за роль Алекса П. Китона)                                               |                                                                                       |
| Лучшая актриса телесериала, в жанре комедии или мюзикла                 | | • Трейси Ульман — «Шоу Трейси Ульман» (за роли разных персонажей)                     |
| Лучшая актриса телесериала, в жанре комедии или мюзикла                 | • Беатрис Артур — «Золотые девочки» (за роль Дороти Зборнак)                                               |                                                                                       |
| Лучшая актриса телесериала, в жанре комедии или мюзикла                 | • Ру Макклэнахан — «Золотые девочки» (за роль Бланш Деверо)                                                |                                                                                       |
| Лучшая актриса телесериала, в жанре комедии или мюзикла                 | • Сибилл Шеперд — «Детективное агентство „Лунный свет“» (за роль Мадлен «Мэдди» Хэйз)                      |                                                                                       |
| Лучшая актриса телесериала, в жанре комедии или мюзикла                 | • Бетти Уайт — «Золотые девочки» (за роль Розы Найлунд)                                                    |                                                                                       |
| Лучший актёр в мини-сериале или телефильме                              | | • Рэнди Куэйд — «Линдон Бэйнс Джонсон: Ранние годы» (за роль Линдона Бэйнса Джонсона) |
| Лучший актёр в мини-сериале или телефильме                              | • Алан Аркин — «Побег из Собибора» (за роль Леона Фельдхендлера)                                           |                                                                                       |
| Лучший актёр в мини-сериале или телефильме                              | • Марк Хэрмон — «После обещания» (за роль Элмера Джексона)                                                 |                                                                                       |
| Лучший актёр в мини-сериале или телефильме                              | • Джек Леммон — «Долгий день уходит в ночь» (за роль Джеймса Тайрона ст.)                                  |                                                                                       |
| Лучший актёр в мини-сериале или телефильме                              | • Джадд Нельсон — «Клуб миллиардеров» (англ.) (за роль Джо Ханта)                                          |                                                                                       |
| Лучший актёр в мини-сериале или телефильме                              | • Джеймс Вудс — «Любя и воюя» (за роль Джеймса Б. Стокдэйла)                                               |                                                                                       |
| Лучшая актриса в мини-сериале или телефильме                            | | • Джина Роулендс — «Двойная жизнь Бетти Форд» (за роль Бетти Форд)                    |
| Лучшая актриса в мини-сериале или телефильме                            | • Энн-Маргрет — «Две миссис Гренвилль» (за роль Энн Арден Гренвилль)                                       |                                                                                       |
| Лучшая актриса в мини-сериале или телефильме                            | • Фэрра Фосетт — «Бедная маленькая богачка: История жизни Барбары Хаттон» (за роль Барбары Хаттон)         |                                                                                       |
| Лучшая актриса в мини-сериале или телефильме                            | • Ширли Маклейн — «На краю» (за роль самой себя)                                                           |                                                                                       |
| Лучшая актриса в мини-сериале или телефильме                            | • Ракель Уэлч — «Право на смерть» (за роль Эмили Бауэр)                                                    |                                                                                       |
| Лучший актёр второго плана в телесериале, мини-сериале или телефильме   | | • Рутгер Хауэр — «Побег из Собибора» (за роль Александра Печерского)                  |
| Лучший актёр второго плана в телесериале, мини-сериале или телефильме   | • Кирк Камерон — «Проблемы роста» (за роль Майка Сивера)                                                   |                                                                                       |
| Лучший актёр второго плана в телесериале, мини-сериале или телефильме   | • Дэбни Коулмен — «Поклялся молчать» (за роль Мартина Костигана)                                           |                                                                                       |
| Лучший актёр второго плана в телесериале, мини-сериале или телефильме   | • Джон Хиллерман — «Частный детектив Магнум» (за роль Джонатана Хиггинса)                                  |                                                                                       |
| Лучший актёр второго плана в телесериале, мини-сериале или телефильме   | • Джон Ларрокетт — «Ночной суд» (за роль Дэна Филдинга)                                                    |                                                                                       |
| Лучший актёр второго плана в телесериале, мини-сериале или телефильме   | • Брайан Макнамара — «Клуб миллиардеров» (за роль Дина Карни)                                              |                                                                                       |
| Лучший актёр второго плана в телесериале, мини-сериале или телефильме   | • Алан Рачинс — «Закон Лос-Анджелеса» (за роль Дугласа Брэкмена мл.)                                       |                                                                                       |
| Лучший актёр второго плана в телесериале, мини-сериале или телефильме   | • Гордон Томсон — «Династия» (за роль Адама Кэррингтона)                                                   |                                                                                       |
| Лучшая актриса второго плана в телесериале, мини-сериале или телефильме | | • Клодетт Колбер — «Две миссис Гренвилль» (за роль Элис Гренвилль)                    |
| Лучшая актриса второго плана в телесериале, мини-сериале или телефильме | • Эллис Бисли — «Детективное агентство „Лунный свет“» (за роль Агнес Дипесто)                              |                                                                                       |
| Лучшая актриса второго плана в телесериале, мини-сериале или телефильме | • Джулия Даффи — «Ньюхарт» (за роль Стефани Вандеркеллен)                                                  |                                                                                       |
| Лучшая актриса второго плана в телесериале, мини-сериале или телефильме | • Кристин Лахти — «Америка» (за роль Алтеи Милфорд)                                                        |                                                                                       |
| Лучшая актриса второго плана в телесериале, мини-сериале или телефильме | • Реа Перлман — «Весёлая компания» (за роль Карлы Тортелли)                                                |                                                                                       |

### Специальные награды
| Награда                                                     | Лауреаты | Лауреаты                                                          |
| ----------------------------------------------------------- | -------- | ----------------------------------------------------------------- |
| Премия Сесиля Б. Де Милля (Награда за вклад в кинематограф) |          | • Клинт Иствуд                                                    |
| Мисс «Золотой глобус» 1988 (Символический титул)            |          | • Жижи Гарнер (англ. Gigi Garner) — (дочь актёра Джеймса Гарнера) |